# プログレスM-40
プログレスM-40(ロシア語: Прогресс М-40)はロシア連邦が1998年にミール宇宙ステーションの補給のために打ち上げた無人宇宙補給機プログレス補給船。シリアル番号は239番だった。
輸送船としての運用後、薄い反射鏡を利用して地上を照らす"ズナーミャ2.5"計画を実行する予定であったが、問題が発生したため実行しないまま運用が終了された。

## 運用
1998年10月25日7時14分57秒 (MSK、UTC4時14分57秒)、バイコヌール宇宙基地から打ち上げられた。
1998年10月28日2時3分24秒 (MSK、UTC27日23時3分24秒)、宇宙ステーションミールのクバント-1のドッキングポートにドッキングした。ランデブーとドッキングは自動操縦で行われた。
1999年2月4日12時59分32秒(MSK、UTC9時59分32秒)、ミールとのドッキングを解除し自由飛行に移った。ミールとプログレスの分離前、宇宙飛行士がドッキング部に貨物船の離脱後展開されるズナーミャ-2.5の大規模な箔反射鏡の装置を取り付けられている。

## 搭載貨物
2500kgを越える貨物、燃料、酸素などの気体、クルー用保護具、クルー向け配達品などを搭載していた。
初めてフランスの科学機器で行われるフラッグマン実験用の操作機材機器の輸送も行われた。この機材はフランスの宇宙飛行士ジャン＝ピエール・エニュレの4ヶ月間の飛行中の実験のために設計されたものだった。
合計の貨物重量は2551,9kgだった。

## ズナーミャ2.5
ズナーミャ-2.5(Знамя-2,5)と呼ばれる科学実験を行う予定であった。実験の目的は地表に日光を反射して照らす場所を作ることであった。プログレスのドッキング部に直径25mの箔反射鏡膜とその展開装置が取り付けられた。プログレスの反射鏡の展開は2月4日のミールからのドッキング解除から1時間半後に行われた。実験は約24時間にわたって行われる予定であった。この間ミールとプログレスは地球を16周する予定であった。
しかし実験はプログレスの自動運行プログラムのエラーでアンテナ開口部の閉塞の指令がされず、その結果クルスの開いた反射アンテナに反射鏡がはさまった。プログレスの軌道からの通常の降下を妨げる可能性があったため、計画していた地表定義箇所のプログレスの反射鏡による照射はできず計画は失敗した。
実験が成功していた場合、結果は専門家だけでなく一般市民も観測することができたとされる。

## 註
1. ↑  “Грузовой корабль "Прогресс М-40" ("Progress M-40")”. 2012年9月10日時点のオリジナルよりアーカイブ。2015年9月15日閲覧。
2. ↑  “Хронология полётов за 1998 год”. РКК «Энергия»
3. ↑  “Прогресс М-40 затонул в тихом океане”. sarhive.ru. (06.02.1999)
4. ↑  “«Знамя-2,5»”. Космическая Регата. (2009 год)
5. ↑  “Нераскрывшееся «Знамя»”. Новости космонавтики